# Kissing Miranda
Kissing Miranda es una película de comedia, drama y romance de 1995, dirigida por Aleks Horvat, que a su vez la escribió, musicalizada por John R. Graham, en la fotografía estuvo Maximo Munzi y los protagonistas son Larry Poindexter, Alex Meneses y Chick Vennera, entre otros. El filme fue realizado por K.M. Productions Inc., se estrenó el 25 de febrero de 1995.

## Sinopsis
Este largometraje trata sobre un hombre que queda enamorado al conocer a la novia por correo de un colega, ella es de Latinoamérica.